# Política de Tuvalu
Tuvalu é uma monarquia constitucional, com o rei Carlos III do Reino Unido como chefe de estado, representado por um Governador-Geral, que é nomeado por sugestão do primeiro-ministro. O Poder Executivo é exercitado pelo governo. 
O parlamento, denominado Fale I Fono, tem 15 membros eleitos para mandatos de quatro anos. Os deputados elegem um primeiro-ministro.
A Constituição de Tuvalu afirma que é a "lei suprema de Tuvalu" e que "todas as outras leis devem ser interpretadas e aplicadas de acordo com esta Constituição"; estabelece os Princípios da Carta de Direitos e a Proteção dos Direitos e Liberdades Fundamentais. Em 1986, a Constituição adotada após a independência foi alterada para dar atenção aos costumes e tradições tuvaluanas, bem como às aspirações e valores do povo tuvaluano.  As mudanças colocaram maior ênfase nos valores da comunidade tuvaluana em vez dos conceitos ocidentais de liberdade individual.
Tuvalu segue o sistema Westminster de democracia representativa, embora seja uma democracia não partidária e as eleições em Tuvalu ocorram sem referência a partidos políticos formais. Na data de sua independência haviam 12 membros do Parlamento de Tuvalu. Emendas à Lei de Disposições Eleitorais (Parlamento) de 1999 e 2000 aumentaram o número de membros do parlamento para 15 deputados. A Lei de Emenda às Disposições Eleitorais de 2019 aumentou o número de representantes eleitos para o eleitorado de Nukulaelae para se tornar 2 deputados. Assim, cada um dos 8 eleitorados insulares é representado por 2 deputados, sendo Niulakita representado pelos deputados de Niutao.
Os tuvaluanos participaram das instituições políticas da Colônia das Ilhas Gilbert e Ellice durante a transição para a autodeterminação. Um referendo foi realizado em dezembro de 1974 para determinar se as Ilhas Gilbert e as Ilhas Ellice deveriam ter sua própria administração. Como consequência do referendo, a colônia das Ilhas Gilbert e Ellice deixou de existir em 1º de janeiro de 1976 e as colônias britânicas separadas de Kiribati e Tuvalu passaram a existir. 
Em 2008, os tuvaluanos rejeitaram um referendo constitucional que propunha a substituição da então Rainha de Tuvalu, com um presidente eleito como chefe de estado.